# MTs-255

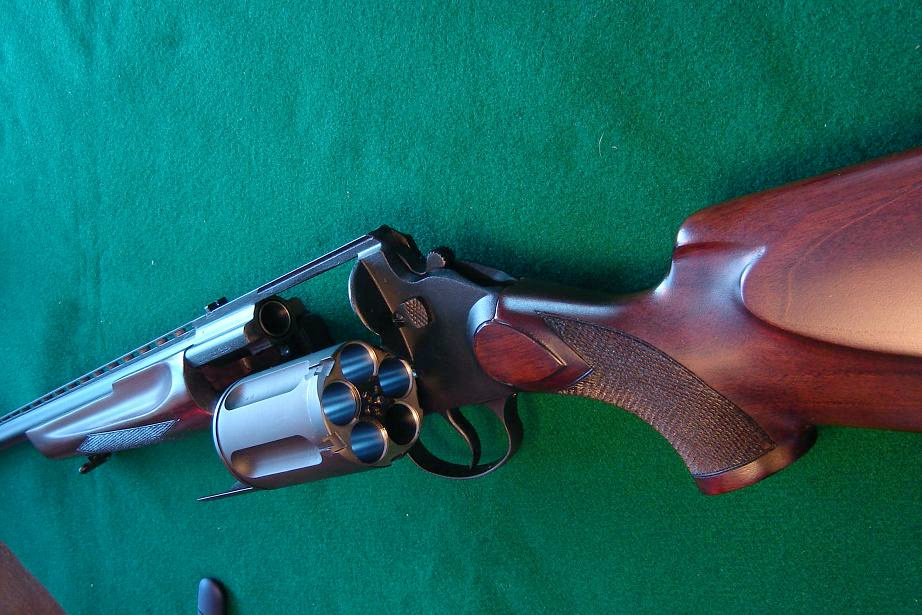
Com a ação aberta

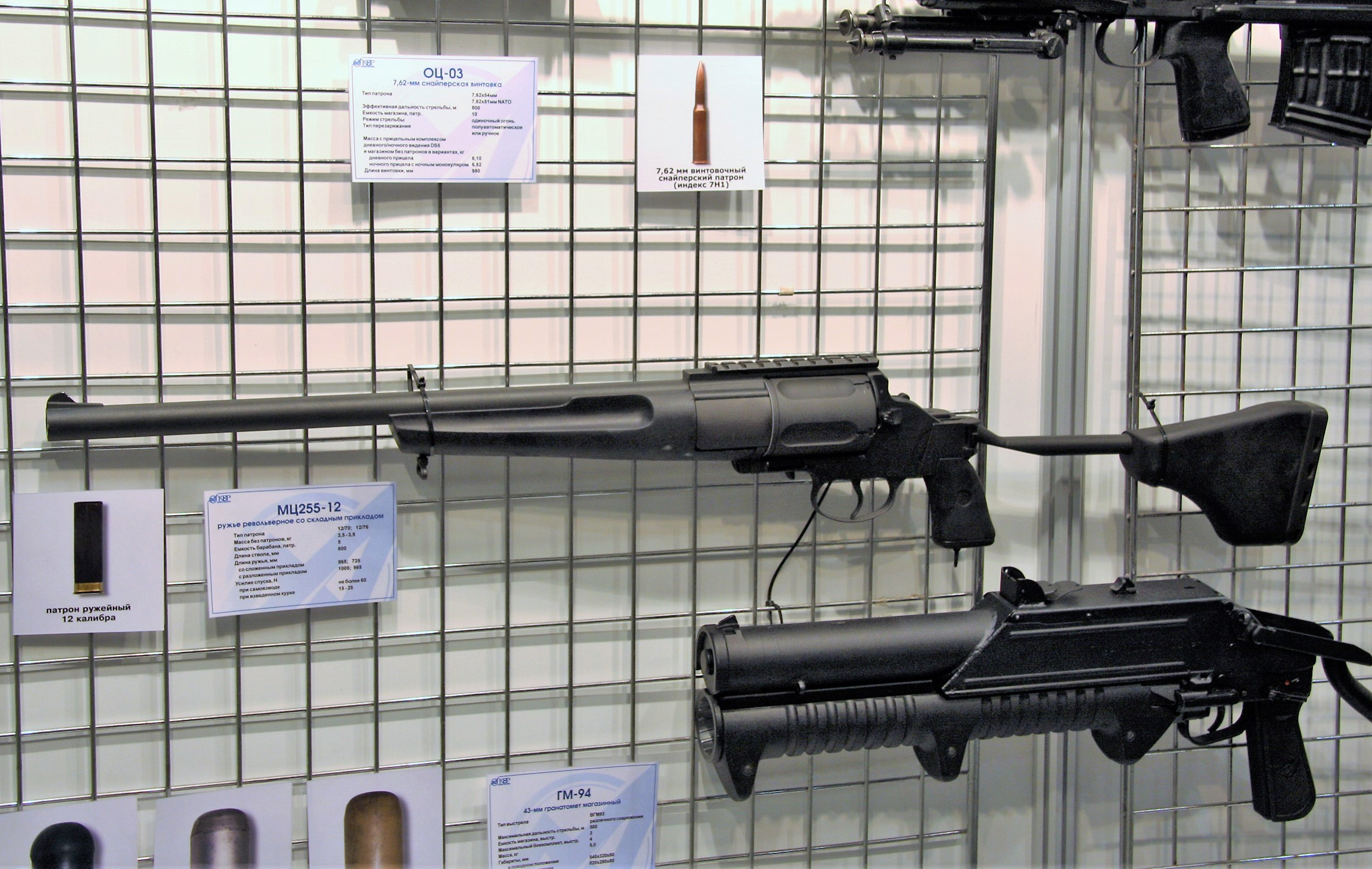
MTs-255-12 - A versão policial

A MTs-255 (em russo:  МЦ255) é uma espingarda russa alimentada por um tambor de 5 tiros. É produzida pelo TsKIB SOO, o Escritório Central de Projeto e Pesquisa de Armas Esportivas e de Caça.
A MTs255 é única, pois o guarda-mão se estende quase até o fundo do tambor. A espingarda é recarregada de maneira consistente com a da maioria dos revólveres modernos, destravando o tambor e girando-o para longe da armação, para a esquerda e para baixo.

## Variantes
- MTs-255 (МЦ255) - versão civil, com coronha e guarda-mão de madeira. As armas estão disponíveis nos calibres 12, 20, 28, 32 e .410.[1] Atualmente, não está disponível comercialmente, apenas peças estão disponíveis mediante solicitação.
- MTs-255-12 (МЦ255-12) - versão policial (para munição 12/70 e 12/76), projetada para agências de segurança e aplicação da lei, se distingue por acessórios feitos de plástico preto, coronha dobrável e uma barra para "trilho Picatinny" para fixação de dispositivos de mira.

## Operadores
- Bielorrússia - é permitida como arma de caça civil.[2]
- Rússia - é permitida como arma de caça civil.[1]